# اولگا گراف
اولگا گراف (روسی: Ольга Борисовна Граф؛ زادهٔ ۱۵ ژوئیهٔ ۱۹۸۳) اسکیت‌باز سرعت اهل روسیه است.